# Allports Island
Allports Island ist eine Insel im Queen Charlotte Sound in der Region Marlborough auf der Südinsel von Neuseeland.

## Geographie
Die 16 Hektar große Insel liegt rund 7 km nordöstlich von Picton. Die höchste Erhebung misst 79 m. Östlich der Insel liegt 70 Meter angrenzend eine weitere kleine Insel. Allports Island ist als Landschaftsschutzgebiet ausgewiesen. Die Küste besteht vor allem aus zerklüfteten Quarzfelsen, die früher abgebaut wurden. An der Insel befinden sich einige größere Unterwasserhöhlen.

## Beschreibung und Nutzung
Im Rahmen eines Programms zum Schutz der heimischen Tierwelt wurde auf der Insel ein Ausrottungsprogramm gegen Fuchskusus und Mäuse (1989) durchgeführt. Auf der mit Busch bewachsenen Insel wurde unter anderem der seltene Sattelrücken Philesturnus carunculatus und der Langbeinschnäpper (Petroica australis) angesiedelt. Im Meer um die Insel leben Delfine, auch Orcas wurden gesichtet.
Die Insel ist ein Erholungsgebiet für die Bewohner des Umlandes, das Meer vor den steil abfallenden Felsen dient als Tauchgebiet. Es gibt sichere Bootsliegeplätze und man kann im Busch Wanderungen unternehmen. Im Sommer ist die Insel daher von Booten und Tauchern stark frequentiert.